# Rot- und Rechtmurg
Rot- und Rechtmurg ist ein Landschaftsschutzgebiet (Schutzgebietsnummer 2.37.050) im Landkreis Freudenstadt. 

## Lage und Beschreibung
Das Schutzgebiet entstand durch Verordnung des Landratsamts Freudenstadt vom 16. Februar 1998. Es handelt sich um ein Gebiet mit landschaftsprägenden Wäldern, offenen Wiesentälern und naturnahen Bachläufen westlich des Ortsteils Obertal der Gemeinde Baiersbronn.
Der westliche Teil des LSG überlagert sich mit dem Nationalpark Schwarzwald. Das LSG ist sowohl Teil des FFH-Gebiets Wilder See-Hornisgrinde und Oberes Murgtal als auch des Vogelschutzgebiets Nordschwarzwald.
Das Schutzgebiet gehört zum Naturraum Grindenschwarzwald und Enzhöhen.

## Schutzzweck
Gemäß Schutzgebietsverordnung ist der Schutzzweck, den Wald als landschaftsprägendes Element in seiner Eigenart und Vielfalt zu erhalten, dabei insbesondere durch
- naturnahe Entwicklung der Wälder und Waldränder
- Sicherung und Pflege der hochwertigen Biotope (§ 24a-Biotope, Biotope nach Waldfunktionenkartierung)
- Schutz und Pflege der hochwertigen Sonderstandorte und Kleinstlebensräume sowie durch die Offenhaltung der Wiesentäler den typischen Charakter der Kulturlandschaft zu bewahren und durch naturverträgliche Bewirtschaftung zu entwickeln
- Sicherung und Erhalt der naturnahen Bachläufe mit ihren unterschiedlichen Wasserregimen, Prall- und Gleitufern sowie Auskolkungen als Biotope für an Wasser gebundene Pflanzen und Tiere sowie als Hochwasserschutz im Unterlauf.